# Championnat du Costa Rica de football 1982-1983
Navigation
Saison précédente Saison suivante
La Primera División 1982-1983 est la soixante-deuxième édition de la première division costaricienne.
Lors de ce tournoi, le Deportivo Saprissa a tenté de conserver son titre de champion du Costa Rica face aux onze meilleurs clubs costariciens.
Aucune place n'était qualificative pour la Coupe des champions de la CONCACAF.

## Bilan du tournoi
| Tableau d'Honneur |                |
| Compétition       | Vainqueur      |
| Primera División  | LD Alajuelense |

| Promotions et relégations   |               |
| Relégué en Segunda División | Inconnu       |
| Promu de Segunda División   | CS Cartagines |